# Pantazi (okręg Prahova)
Pantazi – wieś w Rumunii, w okręgu Prahova, w gminie Valea Călugărească. W 2011 roku liczyła 1161 mieszkańców.